# Metalasia lichtensteinii
Metalasia lichtensteinii là một loài thực vật có hoa trong họ Cúc. Loài này được Less. mô tả khoa học đầu tiên.